# Зорница (Варненская область)
Зорница (болг. Зорница) — село в Болгарии. Находится в Варненской области, входит в общину Аксаково. Население составляет 147 человек.

## Политическая ситуация
Зорница подчиняется непосредственно общине и не имеет своего кмета.
Кмет (мэр) общины Аксаково — Атанас Костадинов Стоилов (коалиция в составе 3 партий: Граждане за европейское развитие Болгарии (ГЕРБ), Национальное движение «Симеон Второй» (НДСВ), Союз демократических сил (СДС)) по результатам выборов.